# الخبز الحافي
الخبز الحافي هي رواية تعدّ من أشهر الكتب الأدبية للكاتب محمد شكري، وأكثرها جدلاً. كتبت بالعربية سنة 1972 وترجمها إلى الإنجليزية بول بولز سنة 1973، وترجمها إلى الفرنسية الطاهر بنجلون سنة 1981، ولم تنشر بالعربية حتى سنة 1982 بسبب ما أثارته من جدل حول جرأتها غير المألوفة. ترجمت الرواية إلى تسع وثلاثين لغة أجنبية.

## المحتوى

### الأسرة
تحكي الرواية مأساة إنسان أبت ظروفه إلى أن يبقى في ظلمات الأمية حتى وصل العشرين من عمره فكانت حداثته انجرافاً في عالم البؤس حيث العنف وحده قوت المبعدين اليومي، وذلك في بيئة مسحوقة خاضعة تحت وطأة الاستعمار وما ينتج عنه من انتشار الفقر والجوع والجهل والأوبئة، حيث الأكل من المزابل وطقوس الشعوذة مثل حادثة شرب الدم بقصد التداوي، ولقد كانت أم بطل الرواية تلجأ إلى «الشوافات» وتشعل الشموع على أضرحة الأولياء بقصد التقرب إلى الله لكي يخرج زوجها، واضطرت أمه إلى بيع الخضار والفواكه في أسواق المدينة بينما كان شكري يقتات من مزابل الأوروبيين النصارى الغنية لا مزابل المغاربة المسلمين التي كانت فقيرة حسب قوله. وتعايش الصبي من خلالها بأفراد وجماعات منحرفة أخلاقياً.
ترعرع بطل الرواية وسط أسرة كان دور الأب فيها ظالماً وقاسياً، يتعاطى السعوط ويسب الإله. العنف الذي نشأ فيه الابن، يفضي إلى تدميره روحياً وقيمياً وأخلاقياً، ويجعله رافضاً سلبياً لنظام الأسرة التقليدي، الذي يتموضع الأب في قمته. ويسعى الكاتب بذلك إلى تدمير مكانة الأب الرمزية، وتحطيم سلطته التي تعد سبب شقائه، فكان يشعر بعدم الرضى من ضحكات أمهِ مع أبيه. «اللعنة على كل الآباء إذا كانوا مثل أبي»، «أكره الناس الذين يشبهون أبي».
وكان كرهه الشديد لأبيه دفعه إلى استبدال مجتمعه الذكوري بآخر نسوي وتولد لديه نزعة للعنف والانتقام «في الخيال لا أذكر كم مرة أقتله»، وحين ضُرب والده أمامه كان هذا المشهد عزاء له.

### طنجة
هرب من الريف إلى طنجة حيث يوجد الأجانب والدعارة والحشيش في هذه المناخات، وعاش الراوي في العالم السفلي، يطارد الراوي شهواته طوال حياته اذ كان عبدا للباغيات من آسية وفاطمة وسلافة، بل وحتى وصل به الأمر إلى البهيمية . مقيما حياته على هذا النمط إلى درجة أنه صار يمتهن البغاء. جاء شكري إلى المدينة قهرا وليس اختيارا، بينما كان أبوه هاربا من جيش فرانكو، وقُبض عليه وسجن سنتين أمضاهما بين طنجة وأصيلة. وفي ميناء طنجة باع شكري السجائر والحشيش للأجانب، وكان يقود الجنود الأميركيين إلى المواخير الأوروبية.

## تاريخ الكتاب
الخبز الحافي هي الجزء الأول من سيرة محمد شكري الذاتية التي استغرقت ثلاثة من أهم أعماله، فبالإضافة إلى هذا الكتاب هناك كتاب زمن الأخطاء وكتاب وجوه. صرّح محمد شكري أن فكرة كتابة سيرته الذاتية كانت بدافع من صديقه الكاتب الأمريكي بول بولز المقيم في طنجة، وقد باعه إياها مشافهة قبل أن يشرع فعلا في تدوينها.
ترجم الطاهر بن جلون مخطوطة الخبز الحافي إلى الفرنسية، ونشرتها دار ماسبيرو. واستقبل الكتاب بحفاوة من النقاد والقرّاء، وصار شكري كاتباً عربياً قبل أن ينشر كتابه باللغة العربية. المخطوطة بقيت عشر سنين في أدراج مؤلفها، قبل أن ينشرها على حسابه الخاص في المغرب. وبعد ذلك دخل الكتاب في النسيج الأدبي العربي المحدث، حيث اجتمع الإعجاب الشديد بالرفض والقمع والمنع، بحيث غلبت حكاية الكتاب على الكتاب نفسه.
أثار هذا العمل ضجة ومنع في معظم الدول العربية إذ اعتبره منتقدوه جريئا بشكل لا يوافق تقاليد المجتمعات العربية. لا يزال الكتاب ممنوعا أو شبه ممنوع في جل الدول العربية.

### عنوان الكتاب
عنوان هذه الرواية بالنسبة للقارئ العربي يحيل على حياة الكفاف ذلك أن الخبز غير مقصود في حد ذاته. لكن صديقه الروائي الطاهر بنجلون اختار ترجمة عنوان شكري بعنوان وسيط خاص بالقارئ الفرنكوفوني: (بالفرنسية: "Le Pain Nu")‏، أي «الخبز العاري». ف«الخبز» كما يراها الطاهر بنجلون من خلال عنوانه الفرنسي قد تكون «وجبة وحدها».
أما الترجمة الإنجليزية التي أنجزها الكاتب الأمريكي بول باولز وعنوانها (بالإنجليزية: "For Bread Alone")‏، أي «من أجل الخبز وحده».

## السينما
نقل المخرج الجزائري رشيد بن حاج سنة 2004 الرواية إلى السينما في فيلم يحمل نفس الاسم: الخبز الحافي.

## سر نجاح الرواية
رغم أن شخصية شكري كانت غريبة ومضطربة، إلا أنه كانت لهُ جرأة في كتاباته وفي حديثهِ مع أصدقائه ورسائله لهم، ربما كانت عفويته في كل شيء هي سبب نجاح روايته، كما لعب الكاتب والموسيقي الأمريكي بول بولز، الذي كان يقيم في طنجة، دورا كبيرا في شهرة شكري لأنه نشر حكايات رواها لهُ شكري في مجلة "بلاي بوي" وتقاضى عنها شكري مبلغا ماليا كبيرًا، فكان ذلك بداية شهرته 

## اقتباسات من الخبز الحافي
- سجن الوطن ولا حرية المنفى!
- لا تنسـوا أن «لعبة الزمن» لعبة أقوى منـا، لعبة مميتة هي، لا يمكن أن نواجهها إلا بأن نعيش الموت السابق لموتنا.. لِإماتتنا: أن نرقص على حبال المخاطرة نُشداناً للحيـاة.
- لولا الخيال لانفجرت.
- أكره المرأة حين تعتبر نفسها مثل سلعة.
- ما ينبت في المقابر لا يأكله الناس.
- لقد فاتني أن أكون ملاكا.
- وما معنى إرادة الحياة؟ إرادة الحياة معناها هو أنه إذا كان هناك شعب مستعبد أو انسان ما وأراد أن يتحرر فإن الله يستجيب والقيد يتهرس بقوة إرادة الإنسان.

## وصلات خارجية
- الخبز الحافي على موقع جود ريدز (الإنجليزية)